# Коле Трота (Пескара)
Коле Трота (итал. Colle Trotta) је насеље у Италији у округу Пескара, региону Абруцо.
Према процени из 2011. у насељу је живело 75 становника. Насеље се налази на надморској висини од 464 м.